# Carlos Eduardo Meirelles Matheus
Carlos Eduardo Meirelles Matheus (São Paulo, 7 de Setembro de 1934) é um pesquisador e filósofo que exerceu simultaneamente, durante trinta anos, o cargo de Diretor do Instituto Gallup de Opinião Pública. Durante quarenta anos, desenvolveu cursos de Filosofia da História, de Ética e de Filosofia Política, concluindo sua carreira universitária como Professor Titular do Departamento de Filosofia da Pontifícia Universidade Católica de São Paulo (PUC-SP).
Ele obteve o Título de Doutor em Filosofia pela PUC-SP, em 1974, ao apresentar a Tese de Doutorado - “A realização histórica dos valores na Ética de Max Scheler”. Matheus é membro e participante da Sociedade Alemã de estudos da obra de Max Scheler, denominada Max Scheler Gesellschaft, e participante do Projeto de Estudos sobre Valores Mundiais, denominado World Values Survey, com sede nos Estados Unidos.
Publicou em 2011 uma obra sobre as relações entre a Filosofia e a Opinião Pública sob o título “As opiniões se movem nas sombras” pela Editora Atlas. Em 2013, recebeu o título de Pesquisador Notável concedido pela ABEP - Associação Brasileira de Empresas de Pesquisa. Atualmente, realiza trabalhos de Consultoria Política, participa do Grupo de Estudos de Ética e Filosofia Política da PUC-SP e ministra cursos de História da Filosofia em diversas entidades particulares.

## Biografia
Carlos Eduardo Meirelles Matheus nasceu na Cidade de São Paulo, mas viveu sua infância na Cidade de Cafelândia (São Paulo), no Interior do Estado de São Paulo. Estudou no Colégio São Luis, formou-se em Direito pela Faculdade de Direito do Largo de São Francisco, mas exerceu a Advocacia por pouco tempo. Formou-se também em Filosofia, tendo o obtido o grau de Doutor em Filosofia pela PUC-SP e tornou-se Professor do Departamento de Filosofia da PUC-SP, onde lecionou por quarenta anos. A partir de 1964, Carlos Matheus envolveu-se com a Pesquisa de Opinião Pública, foi presidente do Instituto Gallup de Opinião Pública, cargo que exerceu por mais de trinta anos. Atualmente é Consultor Político e Professor Universitário.
Carlos Matheus realiza também Cursos sobre Opinião Pública na ABEP - Associação Brasileira de Empresas de Pesquisa, na qual é também Coordenador do COP - Comitê de Opinião Pública que reúne todos os Institutos de Pesquisa de Opinião Pública do Brasil, visando a manutenção de critérios e normas relacionadas à publicação de pesquisas eleitorais e de opinião pública em geral.

## Pesquisa
Carlos Matheus foi convidado por George Gallup para dirigir o Instituto Gallup de Opinião pública no Brasil. O Instituto Gallup tornou-se referência em Pesquisas Eleitorais e em Pesquisas de Mercado no Brasil durante as três últimas décadas do Século XX.
Foi o responsável por desenvolver, no Brasil, o método de Pesquisa criado por George Gallup, tendo participando de dezenas de Conferência anuais sobre Pesquisas de Opinião de Mercado em mais de trinta países, entre 1967 e 1997. Nestas Conferências, pesquisadores do mundo inteiro reportavam detalhes da aplicação do método científico de Gallup, em seus países.

### Instituto Gallup
Carlos Matheus dirigiu, por muitos, anos o Instituto Gallup de Opinião pública. Foi convidado por George Gallup para abrir o instituto, no qual usaria o método de pesquisa desenvolvido por Gallup e também a marca, se comprometendo tão somente em participar de uma conferência anual, na qual diversos pesquisadores do mundo inteiro reportavam detalhes da aplicação do método científico de George Gallup ,em seus países.

## Filosofia
Doutor em Filosofia pela PUC-SP, Carlos Matheus, com uma Tese sobre a Ética de Max Scheler denominada “Da realização dos valores na Ética de Max Scheler”. É atualmente Membro da Max Scheler Gesellschaft e também da  Nicolai Hartman Society. Como Professor de Ética e de História da Filosofia, conduziu dezenas de Cursos no Departamento de Filosofia da PUC-SP por muitos anos, onde ocupou inclusive o cargo de Chefe de Departamento.

## Beyond The Citizen Kane
Carlos Matheus participou do controverso documentário “Beyond The Citizen Kane” do Channel 4 News, de Londres. Nesse documentário, o então diretor do Instituto Gallup, expõe detalhes de como a TV Globo prejudicou o candidato Luiz Inácio Lula da Silva na eleição de 1989, usando a edição de um debate entre Lula e Fernando Collor.

## Consultoria Política
Carlos Matheus vem atuando como consultor político para orientar governantes e candidatos à cargos eletivos em sua comunicação com o eleitorado. Dispõe de notório conhecimento da opinião pública brasileira e criou um método próprio de planejamento, execução e análise de pesquisas de opinião, tendo publicado um livro em torno da relação entre a Opinião Pública e a vida social, sob o título de “As opiniões se movem nas sombras” (Editora Atlas, S. Paulo, 2011).

## Obras
Publicou o livro As opiniões se movem nas sombras no ano de 2011 pela Editora Atlas.